# Haloarcula
Haloarcula és un gènere de bacteris dins la família Halobacteriaceae. Són arqueus extremadament halòfils. Es distingeixen d'altres gèneres dins la família Halobacteriaceae per la presència de lípids específics derivats de TGD-2.
Haloarcula es troba en ambients salins de pH neutre. Com d'altres membres dins la família Halobacteriaceae, Haloarcula requereix com a mínim 1.5 M de ClNa per a créixer.

## Taxonomia
- H. vallismortis
- H. marismortui
- H. hispanica
- H. japonica
- H. argentinensis
- H. mukohataei
- H. quadrata.

H. quadrata va ser aïllat per primera vegada quan els investigadors intentaven cultivar Haloquadratum walsbyi.
Haloarcula creix de manera òptima a 40–45 °C. Els creixements presenten la forma de làmines de 65 cèl·lules amb la forma de quadrat o de triangle.